# Schwanbergvorland
Das Schwanbergvorland ist eine kleinteilige naturräumliche Einheit (5. Ordnung) mit der Ordnungsnummer 137.11 um Iphofen, Rödelsee und Wiesenbronn im unterfränkischen Landkreis Kitzingen.

## Lage
Das Schwanbergvorland (137.11) bildet eine Untereinheit innerhalb der Haupteinheit Iphofen-Gerolzhofener Steigerwaldvorland (137.1). Es ist Teil des Steigerwaldvorlandes (137) und damit ein Naturraum in der Haupteinheitengruppe der Mainfränkischen Platten. Im Norden wird das Areal vom Dimbacher Flugsandgebiet (137.02) begrenzt, das Teil der näher am Main zu verortenden Kitzinger Mainebene (137.0) ist. Der gesamte Westen wird bereits vom Nördlichen Steigerwald (115.0) mit der Untereinheit Schwanberg (115.00) eingenommen. Im Süden schließt sich die Hellmitzheimer Bucht (137.10) an. Weitere Naturräume im Osten sind die Mainbernheimer Ebene (137.00) und das Albertshofener Flugsandgebiet (137.01).
Der Naturraum zieht sich in einem etwa 2 bis 5 km schmalen Streifen in einem Bogen um den namensgebenden Schwanberg, der den westlichsten Ausläufer des Steigerwalds markiert. Die genaue Ausdehnung ist aufgrund der fehlenden kartographischen Erfassung des Raumes um Bamberg unklar. Nördlichste Gemarkung ist wohl die des Wiesentheider Ortsteils Feuerbach. Das Gebiet umfasst die Gemarkungen von Wiesenbronn, Rödelsee und die der Stadt Iphofen. Im Süden bildet das Gebiet um Possenheim den Abschluss. Die Bahnstrecke Fürth–Würzburg im Süden durchschneidet den Naturraum.

## Landschaftscharakteristik
Die Landschaft des Naturraums präsentiert sich als bereits hügelige Fußregion, die sanft bis mäßig geböscht bis zum Schwanberg ansteigt. Die Böschungswinkel in Richtung des Berges steigen von 3 zu 15° an. Der Naturraum vermittelt zwischen den fast ebenen Gäuflächen und dem Anstieg des Geländes in Richtung des Steigerwaldes. Die wenigen Flüsse, die hier aus dem Steigerwald fließen haben keine tief ausgebildeten Täler entwickeln können.
Die Landschaft wird seit Jahrhunderten von der Bearbeitung durch den Menschen geprägt. Die Böden sind aber für intensive ackerbauliche Nutzung nicht ausgelegt, sondern neigen zu starken Abspülungen. Dennoch wird hier Ackerbau betrieben, der weiter westlich noch verbreitete Obstbau existiert kaum. Stattdessen tragen die Hänge in Richtung des Steigerwalds teilweise Weinreben. Außerdem sind hier gipsverarbeitende Unternehmen angesiedelt. Die potentielle natürliche Vegetation (ohne Eingriffe des Menschen) würde hier ausgedehnte Auwälder hervorbringen, lediglich entlang der Bäche wären außerdem Fichten zu finden, der Anstieg in Richtung des Schwanberges wäre mit Eichen und Tannen besetzt.

## Schutzgebiete
Anders als in den Gebieten entlang des Maines und im Steigerwald wurden im Schwanbergvorland nur wenige Schutzgebiete ausgewiesen. Nördlich von Rödelsee ragt lediglich das ausgedehnte Vogelschutzgebiet Südliches Steigerwaldvorland in den Naturraum. Südlich von Possenheim ist ein Fauna-Flora-Habitat zu finden, das die Gipskarstquellen schützt.

## Klima, Geologie und Tektonik
Anders als viele angrenzende Gebiete ist das Schwanbergvorland nicht so niederschlagsarm. Dies ist auf eine sogenannte Niederschlagsstraße zurückzuführen, die von Ochsenfurt über die Mainbernheimer Ebene und die Hellmitzheimer Bucht bis zum Schwanberg reicht. Zugleich herrscht insbesondere in den schattigen Tallagen eine hohe Frostgefährdung im Frühjahr, die Einschränkungen der landwirtschaftlichen Nutzung mit sich bringt.
Geologisch vermittelt das Gebiet zur Keuperstufe. Oberflächlich überwiegen Böden des Unteren Keuper mit seinen Grenzdolomiten und Letten, nach dem Anstieg in Richtung Steigerwald sind auch Gipskeuperböden zu finden. Die Böden sind sehr humusarm und reich an Schluffsteinen, was die Abspülung nach auch kleineren Regenfällen nach sich ziehen kann.